# گودور
گودور (به انگلیسی: Gudur) یک منطقهٔ مسکونی در هند است که در بخش نیلور واقع شده‌است. گودور ۹٫۴۲ کیلومتر مربع مساحت و ۷۳٬۳۵۰ نفر جمعیت دارد.